# Figuurzagen

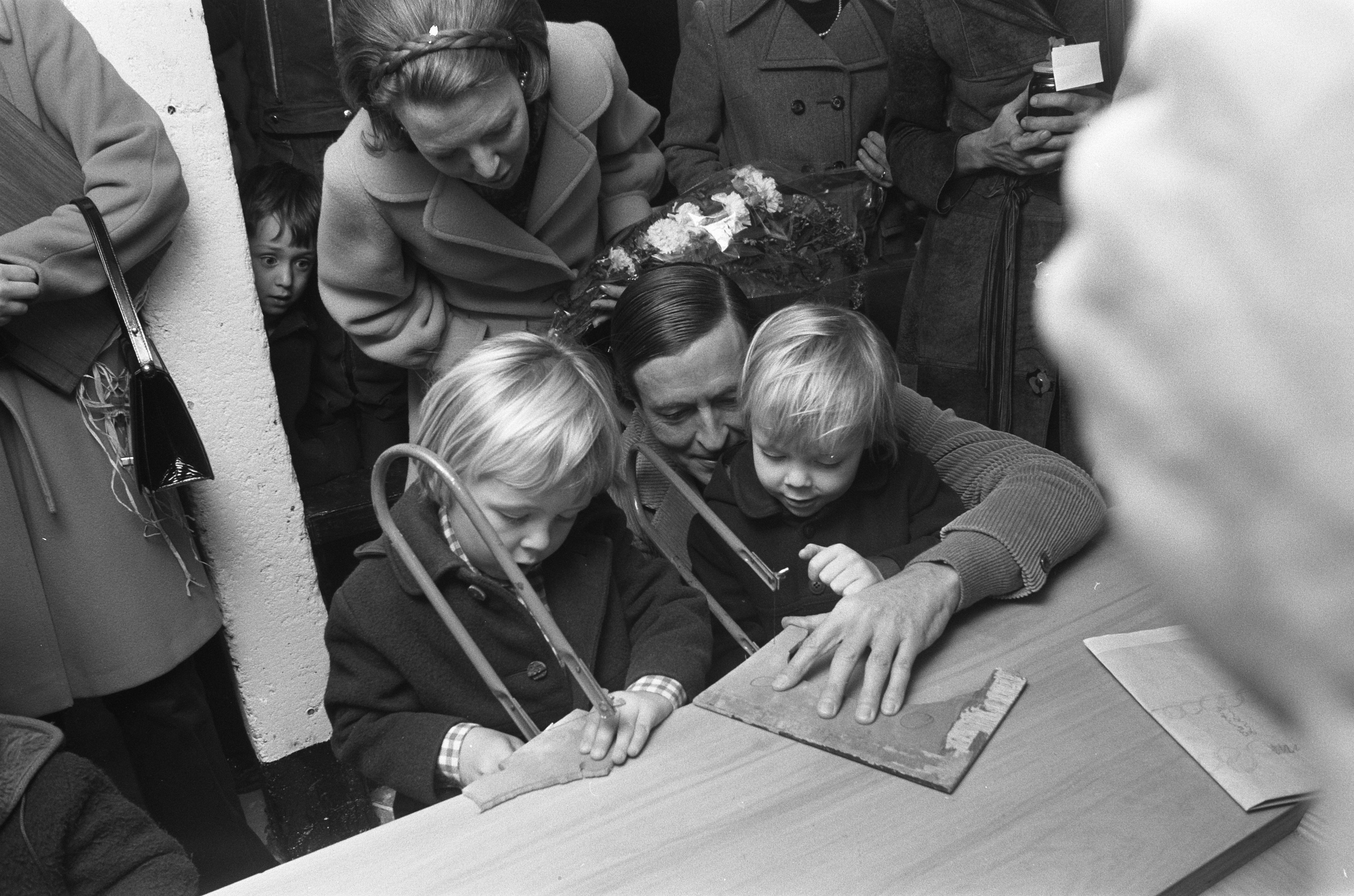
Prins Claus helpt Johan Friso (rechts) en Constantijn bij het figuurzagen

Figuurzagen is een hobby in de categorie doe-het-zelven waarbij men met behulp van een figuurzaag allerlei figuurtjes zaagt in dun triplex of mdf.  
Bij het figuurzagen zijn de volgende dingen nodig:
- figuurzaagbeugel
- zaagjes
- figuurzaagplankje
- klem
- dun triplex of dun mdf
- voorbeeld om te zagen

Met carbonpapier kan de te zagen vorm op het hout worden overgebracht. Na het zagen wordt het object met schuurpapier langs de zaagsnede netjes gladgeschuurd, en eventueel geschilderd.